# Smooth
«Smooth» — песня американской рок-группы Santana и певца Роба Томаса из 18 студийного альбома Сантаны Supernatural. Песня была написана Томасом и Итаалом Шуром, и исполнена Томасом под аккомпанемент Карлоса Сантаны. «Smooth» выиграла три премии Грэмми, в категориях: «Запись года», «Песня года» и «Лучшее совместное вокальное поп-исполнение». Кроме того, она стала последним хитом чарта Billboard Hot 100 в 90-х, и заняла второе место среди всех песен этого чарта в период с 1958 по 2008 годы (т. н. «Лучшие песни XX-го века»).

## Предпосылки
Изначально «Smooth» была придумана Итаалом Шуром под названием «Room 17». Стихи были очень «сырые», и он отдал песню Томасу, который переписал текст и мелодию, озаглавив композицию — «Smooth», затем он записал демоверсию и послал её Сантане. Послушав песню, Сантана согласился записать дуэт. Мэтт Серлетик (который продюсировал дебютный альбом Matchbox Twenty — тогдашней группы Томаса) был приглашён на роль продюсера песни, которая в итоге вышла в альбоме Сантаны Supernatural.
Томас посвятил «Smooth» своей жене — Марисоль Мальдонадо. Он рассказал в интервью, что строчка: «Моя Мона Лиза из испанского Гарлема » (англ. «My Spanish Harlem Mona Lisa») была навеяна песней Элтона Джона «Mona Lisas and Mad Hatters», которая, в свою очередь, содержит ссылки на композицию «Spanish Harlem» Бена Кинга.

## Успех
«Smooth» стала хитом 1999 года, лидировав на протяжении 12 недель в чарте Billboard Hot 100, начиная с октября 23 октября 1999. Это был первый долгоиграющий «чартовый лидер» в карьере Карлоса Сантаны (его предыдущий крупный хит — «Black Magic Woman», достиг четвёртого места в 1971 году). Песня оставалась в десятке Billboard Hot 100 в течение 30 недель, что стало рекордом чарта, который смогла побить только Лиэнн Раймс с песней «How Do I Live».
В Великобритании,  стартовала на 75-м месте в UK Singles Chart (в октябре 1999 года), но уже к следующему марту добралась до третьей строчки этого чарта, оставаясь в Top-40 в течение восьми недель.
Также, «Smooth» провела рекордные десять недель на вершине VSPOT Top 20 Countdown. Этот рекорд смогла побить группа Dixie Chicks в 2006 году.
В рейтинге журнала Billboard среди синглов-лидеров за 50 лет существования чарта Billboard Hot 100, «Smooth» заняла второе место (уступив лишь «The Twist»), а среди рок-песен — первое.

## В поп-культуре
- Песня звучит в одной из сцен фильма «Реальная любовь».
- Песня звучит в одном из эпизодов телесериала «Давай знакомиться».
- Крис Ричардсон спел песню на шоу American Idol, в рамках «Латинского вечера» (шестой сезон).

## Хит-парады
| Чарт (1999–2000)                        | Высшая позиция |
| --------------------------------------- | -------------- |
| Australian Singles Chart                | 4              |
| Austrian Singles Chart                  | 9              |
| Belgium Flanders Singles Chart          | 30             |
| Canadian RPM Singles Chart              | 1              |
| Canadian RPM Rock Chart                 | 1              |
| Dutch Singles Chart                     | 40             |
| Finnish Singles Chart                   | 12             |
| French Singles Chart                    | 15             |
| New Zealand Singles Chart               | 18             |
| Swiss Singles Chart                     | 18             |
| UK Singles Chart                        | 3              |
| US Billboard Hot 100                    | 1              |
| US Billboard Pop Songs                  | 1              |
| US Billboard Adult Pop Songs            | 1              |
| US Billboard Adult Contemporary         | 11             |
| US Billboard Alternative Songs          | 24             |
| US Billboard Hot Mainstream Rock Tracks | 10             |

| Чарт (1999)                | Позиция |
| -------------------------- | ------- |
| Canadian RPM Singles Chart | 9       |
| Canadian RPM Rock Chart    | 8       |
| U.S. Billboard Hot 100     | 19      |

| Чарт (2000)            | Позиция |
| ---------------------- | ------- |
| U.S. Billboard Hot 100 | 2       |

| Чарт (1990–1999)       | Позиция |
| ---------------------- | ------- |
| U.S. Billboard Hot 100 | 41      |
| Чарт (2000–2009)       | Позиция |
| U.S. Billboard Hot 100 | 33      |

| Чарт (1958–2008)     | Высшая позиция |
| -------------------- | -------------- |
| US Billboard Hot 100 | 2              |

## Сертификации
| Регион | Сертификация  | Продажи   |
| --- | ------------- | --------- |
| Австралия (ARIA) | 2× Платиновый | 140 000^  |
| Великобритания (BPI) | Золотой       | 400 000   |
| США (RIAA) · (physical) | Платиновый    | 1,200,000 |
| США (RIAA) · (digital) | Золотой       | 500 000*  |
| * Данные о продажах приведены только на основе сертификации. · ^ Данные о тиражах приведены только на основе сертификации. · Данные о продажах + прослушиваниях приведены только на основе сертификации. |               |           |